# Aschitus
Aschitus is een geslacht van vliesvleugeligen uit de familie Encyrtidae. De wetenschappelijke naam van dit geslacht is voor het eerst geldig gepubliceerd in 1921 door Mercet.

## Soorten
Het geslacht Aschitus omvat de volgende soorten:
- Aschitus algiricus (Ferrière, 1956)
- Aschitus annulatus Erdös, 1957
- Aschitus balcanicus Jensen, 1989
- Aschitus bicolor (Mercet, 1921)
- Aschitus carpathicus (Hoffer, 1958)
- Aschitus imeretinus Japoshvili, 2007
- Aschitus jalysus (Walker, 1837)
- Aschitus lichtensiae (Howard, 1896)
- Aschitus madyes (Walker, 1837)
- Aschitus margaritae Myartseva, 1979
- Aschitus mongolicus (Myartseva, 1982)
- Aschitus naiacocci (Trjapitzin, 1968)
- Aschitus neoacanthococci Myartseva, 1979
- Aschitus novikovi Trjapitzin, 1994
- Aschitus populi Myartseva, 1979
- Aschitus scapus Xu, 2004
- Aschitus submetallicus (Szelényi, 1972)
- Aschitus subterraneus (Ferrière, 1956)
- Aschitus triozae (André, 1877)
- Aschitus zakeri Bhuiya, 1998